# 350838 Gorelysheva
350838 Gorelysheva è un asteroide della fascia principale. Scoperto nel 2011, presenta un'orbita caratterizzata da un semiasse maggiore pari a 3,2532565 UA e da un'eccentricità di 0,0212232, inclinata di 15,53614° rispetto all'eclittica.